# Pfeffergraben (Grenzgraben)
Der Pfeffergraben ist ein rechter Zufluss der Nieplitz in Brandenburg. Er entwässert mehrere Wiesenflächen um Rieben (ein Ortsteil der Stadt Beelitz) sowie um Dobbrikow (ein Ortsteil der Gemeinde Nuthe-Urstromtal).

## Geschichte und Verlauf
Der Pfeffergraben wurde im Zusammenhang mit dem Naturschutzgroßprojekt Nuthe-Nieplitz-Niederung als erstes Naturschutzgroßprojekt Brandenburgs in den Jahren 1992 bis 2004 renaturiert. An den vorhandenen Fließgewässern entfernten Handwerker Wehre und Staue und stellten somit eine Verbindung zwischen dem Pfeffergraben und der Nieplitz her.
Der Graben beginnt südlich von Rieben und verläuft dort in nordöstlicher Richtung. Von Süden führt ein weiterer Graben hinzu, der die Wiesen im nördlichen Bereich Dobbrikows entwässert. Von Nordwesten aus entwässert zusätzlich der Riebener See seit seiner Renaturierung 2004 über den Vohskutengraben in den Pfeffergraben. Er verläuft von dort in nordöstlicher Richtung entlang der Stadtgrenze von Beelitz und trifft bei Stangenhagen auf den Grenzgraben. Zuvor durchquert er die Gänselaake, ein 63 Hektar großer See, der nach der Einstellung eines Schöpfwerkbetriebs entstand.